# Iglesia de San Miguel Arcángel (Biskek)
La Iglesia de San Miguel Arcángel o la Parroquia de San Miguel Arcángel es el nombre que recibe un edificio religioso que pertenece a la Iglesia católica que se localiza en Biskek en la calle Vasileva 197 cerca de Bayat bazaar en la capital del país centro asiático de Kirguistán. A pesar de que existen 3 parroquias católicas y otros centros de reunión en esa nación, el edificio es considerado la única iglesia católica y el centro de esa denominación cristiana en Kirguistán.
Para acceder al lugar se debe tomar el servicio de bus desde el Bazar Osh. Existen Misas que son celebradas en inglés los sábados por la sociedad de Jesús. Su historia se remonta a 1969 cuando fue construida por alemanes étnicos que fueron forzados a trasladarse a este territorio en la época de las deportaciones soviéticas de José Stalin en las décadas de 1930 y 1940 del siglo XX.
La iglesia fue construida como una estructura de una sola planta con el fin de no ser visible entre las casas privadas .
En 1981, se decidió ampliar el edificio por lo que se construyó un segundo piso para hacer espacio a más practicantes.